# Scirtetes canadensis
Scirtetes canadensis är en stekelart som först beskrevs av Walley 1944.  Scirtetes canadensis ingår i släktet Scirtetes och familjen brokparasitsteklar. Inga underarter finns listade i Catalogue of Life.